# Sportovní aerobik

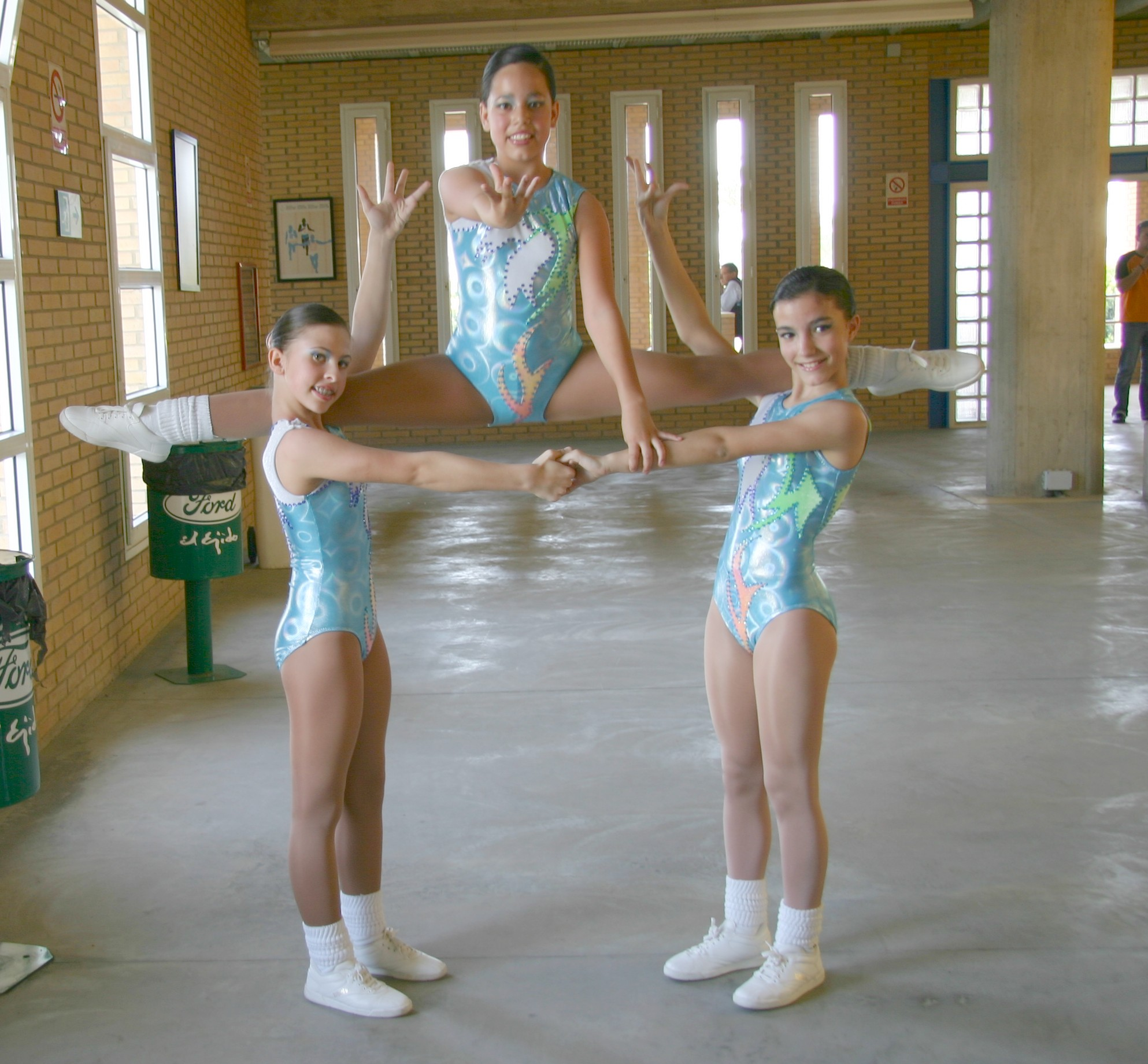
Juniorská trojice- FIG

Sportovní/Gymnastický aerobik je aerobik upravený pro soutěže. Celosvětově se rozšířil na konci 90. let 20. století, v současné době trpí rozštěpením do více sportovních federací. Za součást sportovního aerobiku může být považován také soutěžní master class.

## Historie
Sportovní aerobik vznikl v polovině 80. let 20. století na základě tanečního aerobiku pro veřejnost, vycházejícího z cvičebních systémů Kennetha Coopera.

## Obsah závodní sestavy sólistky
Rozhodčí hodnotí jak obtížnost sestavy, tak rozprostření prvků mezi taneční tzv. aerobky a celkový dojem. Typ a obtížnost prvků je rozdělen do kategorií určených podle věku závodníka. V čím vyšší věkové kategorii se závodních nachází, tím obtížnější prvky musí splnit. Velmi důležitá je síla, flexibilita, pevné držení těla a přesný způsob provedení.

## Dresy
V soutěžích FISAF (Federation of International Sports, Aerobics and Fitness) je dres rozdělený na podprsenku a kalhotky a většinou je velmi nápaditě vyzdobený. Jelikož se ve FISAF o trošku více dbá na skvělý vzhled, závodnice mají co nejzajímavěji zapletené složité účesy, opět ale vlasy musí být pevně sepnuty. Další část povinného oblečení aerobiček jsou silonové punčocháče a bílé tenisky vyrobené přesně pro tento sport.
V soutěžích FIG (Fédération Internationale de Gymnastique) by závodník měl mít trikot s dlouhým rukávem stylu plavek v celku (leotard). Většinou si soutěžící vyzdobí dres kamíny nebo flitry, aby byl dres viditelnější a zajímavější. Vlasy musí být úhledně zčesané do drdolu, nesmí vylézat ani vlásek.

## Sportovní aerobik v Česku
Český sportovní aerobik dosáhl uznání hlavně díky organizační činnosti Jitky Poláškové a úspěchům první české mistryně světa Olgy Šípkové. Český svaz aerobiku (ČSAE, vznikl v roce 1992 a je členem organizace FISAF) úspěšnou marketingovou činností pomohl k rozšíření jeho popularity. Praha hostila mistrovství Evropy 1995 a mistrovství světa 2003, v roce 2000 se konalo mistrovství Evropy v Chomutově. Mistry světa se stali třikrát Jakub Strakoš, David Holzer a Vladimír Valouch v trojicích a Petr Jánský (dvakrát mezi muži, jednou ve smíšených dvojicích s Janou Kavříkovou). Zlaté medaile získávají i české týmy v soutěžích fitness.
Česká gymnastická federace (ČGF) přijala aerobik jako svou další disciplínu v roce 2005, čímž se i Česko připojilo mezi země provozující tzv. gymnastický aerobik. Do této větve se zapojila i bývalá mistryně světa FISAF ve dvojicích Kateřina Protivínská. V souladu s rozhodnutím Mezinárodního olympijského výboru i Český olympijský výbor uznal na konci roku 2005 ČGF „v oblasti sportovního aerobiku v ČR jako jediného nositele sportovní autority“. Popularity sportovců ČSAE se ale i díky pokračujícím úspěchům českých reprezentantů v soutěžích FISAF gymnastickému aerobiku zatím nedaří dosáhnout. Neúspěšné jsou i snahy o sjednocení obou větví, o které nemá ČSAE (a celosvětově FISAF) zájem.

## Soutěže
Vrcholnými soutěžemi jsou mistrovství světa a mistrovství Evropy pořádaná FIG i FISAF. Soutěže v gymnastickém aerobiku patří i do programu Světových her a je možné jejich zařazení do olympijského programu, čemuž ale zatím bránila rozdrobenost světového hnutí a menší přesnost pravidel.

## Pravidla
Přestože podstata cvičení, které spojuje vysokou zátěž, prvky síly, obratnosti i ohebnosti s hudebním cítěním a dalšími výrazovými vlastnostmi, jsou pravidla gymnastického aerobiku FIG a sportovního aerobiku FISAF odlišná, například ve vypisování jednotlivých disciplín:
| Kategorie    | FIG | FISAF |
| ------------ | --- | ----- |
| Muži         | ano | ano   |
| Ženy         | ano | ano   |
| Smíšené páry | ano | ano   |
| Tria         | ano | ano*  |
| Týmy         | ano | ne*   |

*Ve FISAF se trojice běžně nazývají týmy.
V obou organizacích jsou dvojice vždy jen smíšené, zatímco vícečetné týmy mohou být mužské, ženské i smíšené.
Liší se rovněž rozdělení věkových kategorií:
| FISAF   | FISAF     | FIG         | FIG       |
| Název   | Rozmezí   | Název       | Rozmezí   |
| Mini    | 8–10 let  | Mladší žáci | 9–11 let  |
| Kadeti  | 11–13     | Starší žáci | 12–14     |
| Junioři | 14–16     | Junioři     | 15–17     |
| Senioři | 17 a více | Senioři     | 18 a více |

*Ve FISAF se trojice běžně nazývají týmy.
Délka sestavy je 1:20 - 1:30 minuty (FIG) nebo 1:45 až 2:00 minuty (FISAF). Obě federace předepisují povinné prvky, které je nutné předvést, a také určují prvky, které jsou zakázané.
Jiný je také způsob hodnocení. Ve sportovním aerobiku FISAF se používá tzv. ranking system, porovnávají se jednotlivá pořadí od rozhodčích, kterých je sedm – tři pro aerobní kritéria, dva pro umělecká kritéria a dva pro technická kritéria. O výsledku rozhoduje většina rozhodčích. V gymnastickém aerobiku jsou rovněž tři skupiny rozhodčích (rozhodčí pro umělecký dojem, technické provedení a obtížnost), o výsledku rozhoduje součet bodů.

## Další disciplíny a formy

### Fitness
Soutěže v aerobním fitness jsou zatím především doménou organizace FISAF a Českého svazu aerobiku. Vypisují se tři kategorie (step, grande a petite), které se liší stylem i tempem hudebního doprovodu, repertoárem pohybů, ale také počtem závodníků.
Kategorie step aerobik využívá přenosné schůdků, tzv. stepy, výška stepu je pro každou kategorii jiná, minimálně 20 cm pro kategorii adult. Výška stepu musí být vhodná pro všechny členy týmu junior, minimálně 15 cm a maximální výška stepu pro kategorii kadet a mini je 15 cm. Počet stepů na ploše musí být stejný jako počet závodníků na ploše a výška stepu musí být stejná pro všechny členy týmu. Team se skládá z pěti až sedmi členů na závodech na úrovni 1. výkonnosti a z pěti až osmi členů na závodech na úrovni 2. výkonnosti, team může být i smíšeného pohlaví.
Závodní sestavy musí používat vhodnou hudbu s rozeznatelným BPM. Tempo hudby musí být v rozmezí uvedené pro každou kategorii, což je pro step 130 - 140 BPM a pro grande a petite 150 -160 BPM na mezinárodních soutěžích. Závodní sestava je dlouhá 1:45 minut.
Přestože soutěže fitness družstev v oficiální mezinárodní podobě vznikly v posledních letech 20. století ve Francii, Česká republika a Rusko jsou v současnosti hlavní velmoci v kategoriích step a fitness aerobik, ve funk/hip hopu vládnou Belgie a Nizozemsko.

### Soutěžní Master Class
Soutěžní master class (česky mistrovská třída) je podobný běžné lekci aerobiku vedené kvalifikovaným lektorem. V tomto případě ale porota mezi účastníky master classu vybírá podle předem daných kritérií postupující do dalších kol. V České republice se soutěžní master classy konají jako postupové závody s celostátním finále.
Základní kolo a semifinále trvá podle pravidel ČSAE 20–45 minut, finále 15–30 minut. Obecně se podle pravidel master classů hodnotí provedení (technika cvičení), výraz, vzhled, schopnost zachycení předvedeného, síla a flexibilita (poslední tři pouze u účastníků nad 14 let).
Do České republiky se soutěžní master classy dostaly z Německa.
Dalšími formami soutěžního aerobiku je aerobik team show (dříve pódiové skladby v aerobiku) nebo aerobikový maraton. Také je známá a oblíbená soutěž v týmu welnes. Na závody si tým připraví choreografii, kterou předvede. Dva z týmu po aerobiku jdou skákat na švihadlo, kolik naskáčou za 1 minutu a další dva jdou na tak zvaný kobereček.